# زين أباد (كرند)
زین أباد (بالفارسية: زین‌آباد) هي مستوطنة تقع في إيران في Korond Rural District. يقدر عدد سكانها بـ 11 نسمة .